# 過海隧道巴士N673線
過海隧道巴士N673線是一條已取消的深宵巴士路線，由九巴營運，由中環（香港站）單向開往上水，途經金鐘、灣仔、銅鑼灣、紅磡海底隧道、獅子山隧道、吐露港公路、華明邨、聯和墟及上水。
本線於港島及新界的行車路線與日間路線673相若，但改經海底隧道、獅子山隧道及繞經華明邨。

## 歷史
- 2017年12月25日：本線投入服務，只在聖誕節、元旦日及指定節日凌晨提供服務[1]。
- 2018年12月25日：由於過海隧道巴士N373線已投入服務，本路線再沒有提供服務。

## 服務時間及班次
中環（香港站）開：
- 2018年1月1日（元旦日）：00:00、00:30、01:00
- 2017年12月25日（聖誕節）：00:00、00:30、01:00

## 收費
全程：$43.3
| - 本線設有12歲以下小童及65歲或以上長者半價優惠。 - 65歲或以上香港居民使用「樂悠咭」，以及12歲以下合資格殘疾兒童使用「殘疾人士身份」個人八達通繳付車資，均可享有每程$2.0或半價（以較低者為準）的票價優惠；12至64歲合資格殘疾人士使用「殘疾人士身份」個人八達通（包括「樂悠咭」），以及60至64歲香港居民使用「樂悠咭」繳付車資，均可享有每程$2.0或全費（以較低者為準）的票價優惠。 - 65歲或以上長者如使用長者或一般個人八達通繳付車資，則只可享有半價優惠；12至64歲合資格殘疾人士如不使用「殘疾人士身份」個人八達通，以及60至64歲人士如不使用「樂悠咭」繳付車資，必須繳付全費。 - 乘客可以現金或八達通於上車時付款，不設找續。 - 每位成人乘客可免費攜帶最多兩名4歲以下而不佔座位的兒童乘客乘車，超額之4歲以下小童必須繳付小童車費乘車。 - 持有「九巴月票」之乘客在車票有效期內，每日可享最多10程任何九龍巴士及龍運巴士路線（包括本路線，合資格車程只適用於九龍巴士／龍運巴士提供的班次；惟乘搭機場「A」及「NA」線則可享原價二七折優惠（不會計算每天10次合資格車程））；而B1線則可每日可享最多2程（不會計算每天10次合資格車程）。 - 九龍巴士、城巴、龍運巴士及陽光巴士全職員工及家屬（不包括外判職員）可免費乘搭本路線（陽光巴士員工及家屬只適用於九龍巴士提供的班次），惟必須拍職員或職員家屬八達通。 - 乘客亦可使用AlipayHK「易乘碼」、支付寶、WeChatHK／微信支付「搭車碼」、銀聯雲閃付「乘車碼」及BOC Pay「乘車碼」、具有感應式支付功能的JCB、卡美國運通、大來國際、Discover Card（只適用於九龍巴士／龍運巴士提供的班次）、VISA、Mastercard及銀聯卡，以及Apple Pay、Google Pay及Samsung Pay流動支付平台繳付車資。九巴班次的乘客使用上述付款方式，將只可享有與其他九巴路線／聯營路線九巴班次之轉乘優惠；城巴班次的乘客使用上述付款方式，將只可享有與其他城巴獨營路線或聯營線城巴班次之轉乘優惠。乘客亦不能享有「公共交通費用補貼計劃」及「長者及合資格殘疾人士公共交通票價優惠計劃」。 |

## 行車路線
經：金融街、民祥街、隧道、干諾道中、林士街、德輔道中、金鐘道、軒尼詩道、怡和街、高士威道、興發街、維園道、告士打道、天橋、紅磡海底隧道、康莊道、公主道、公主道天橋、窩打老道、窩打老道天橋、窩打老道、獅子山隧道、獅子山隧道公路、沙田路、大埔公路－沙田段、吐露港公路、粉嶺公路、百和路、雷鳴路、華明巴士總站、雷鳴路、偉明街、百和路、一鳴路、百和路、馬會道、新運路、沙頭角公路—龍躍頭段、聯安街、聯和墟巴士總站、和泰街、和睦路、粉嶺樓路、馬適路、天平路、龍琛路、龍運街及新運路。

### 沿線車站
| 中環（香港站）開                                                              | 中環（香港站）開       | 中環（香港站）開     |
| 序號                                                                          | 車站名稱               | 位置                 |
| ----------------------------------------------------------------------------- | ---------------------- | -------------------- |
| 1                                                                             | 中環（香港站）巴士總站 | 香港站公共運輸交匯處 |
| 2                                                                             | 林士街                 | 德輔道中             |
| 3                                                                             | 德忌利士街             | 德輔道中             |
| 4                                                                             | 皇后像廣場             | 德輔道中             |
| 5                                                                             | 金鐘站                 | 金鐘道               |
| 6                                                                             | 熙信大廈               | 軒尼詩道             |
| 7                                                                             | 菲林明道               | 軒尼詩道             |
| 8                                                                             | 史釗域道               | 軒尼詩道             |
| 9                                                                             | 杜老誌道               | 軒尼詩道             |
| 10                                                                            | 灣仔消防局             | 軒尼詩道             |
| 11                                                                            | 百德新街               | 怡和街               |
| 12                                                                            | 維多利亞公園           | 高士威道             |
| 13                                                                            | 興發街                 | 興發街               |
| 14                                                                            | 景隆街                 | 告士打道             |
| 海底隧道                                                                      |                        |                      |
| 15                                                                            | 海底隧道收費廣場       | 康莊道               |
| 公主道、窩打老道、獅子山隧道、沙田路； 大埔公路－沙田段、吐露港公路、粉嶺公路 |                        |                      |
| 16                                                                            | 華明邨                 | 華明巴士總站         |
| 17                                                                            | 欣盛苑                 | 百和路               |
| 18                                                                            | 牽晴間                 | 一鳴路               |
| 19                                                                            | 塘坑                   | 馬會道               |
| 20                                                                            | 粉嶺中心               | 新運路               |
| 21                                                                            | 粉嶺名都               | 新運路               |
| 22                                                                            | 粉嶺消防局             | 沙頭角公路－龍躍頭段 |
| 23                                                                            | 粉嶺樓                 | 沙頭角公路－龍躍頭段 |
| 24                                                                            | 聯和墟球場             | 沙頭角公路－龍躍頭段 |
| 25                                                                            | 聯和墟                 | 聯和墟巴士總站       |
| 26                                                                            | 海聯廣場               | 和睦路               |
| 27                                                                            | 粉嶺樓路               | 粉嶺樓路             |
| 28                                                                            | 皇府山                 | 馬適路               |
| 29                                                                            | 天平邨                 | 天平邨巴士總站       |
| 30                                                                            | 天平邨天怡樓           | 龍琛路               |
| 31                                                                            | 龍豐花園               | 龍琛路               |
| 32                                                                            | 上水巴士總站           | 上水巴士總站         |

## 資料
1. ↑  九龍巴士（一九三三）有限公司，〈N673 節日特別服務 （页面存档备份，存于）〉［乘客通告］，2017年12月。

## 外部連結
- i-busnet：過海隧巴N673線資料[永久]